# Udo Lindenberg

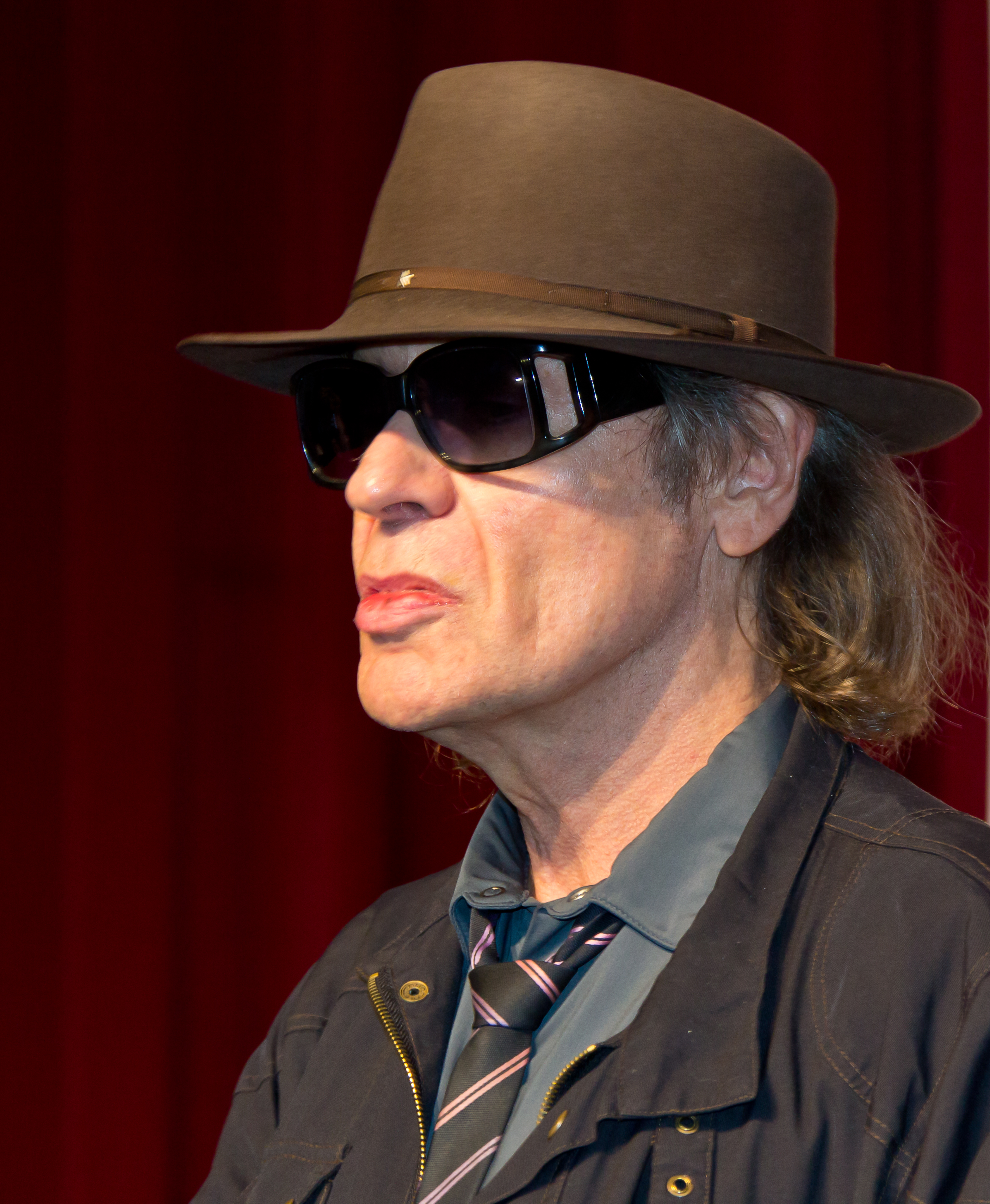
Udo Lindenberg, 2014

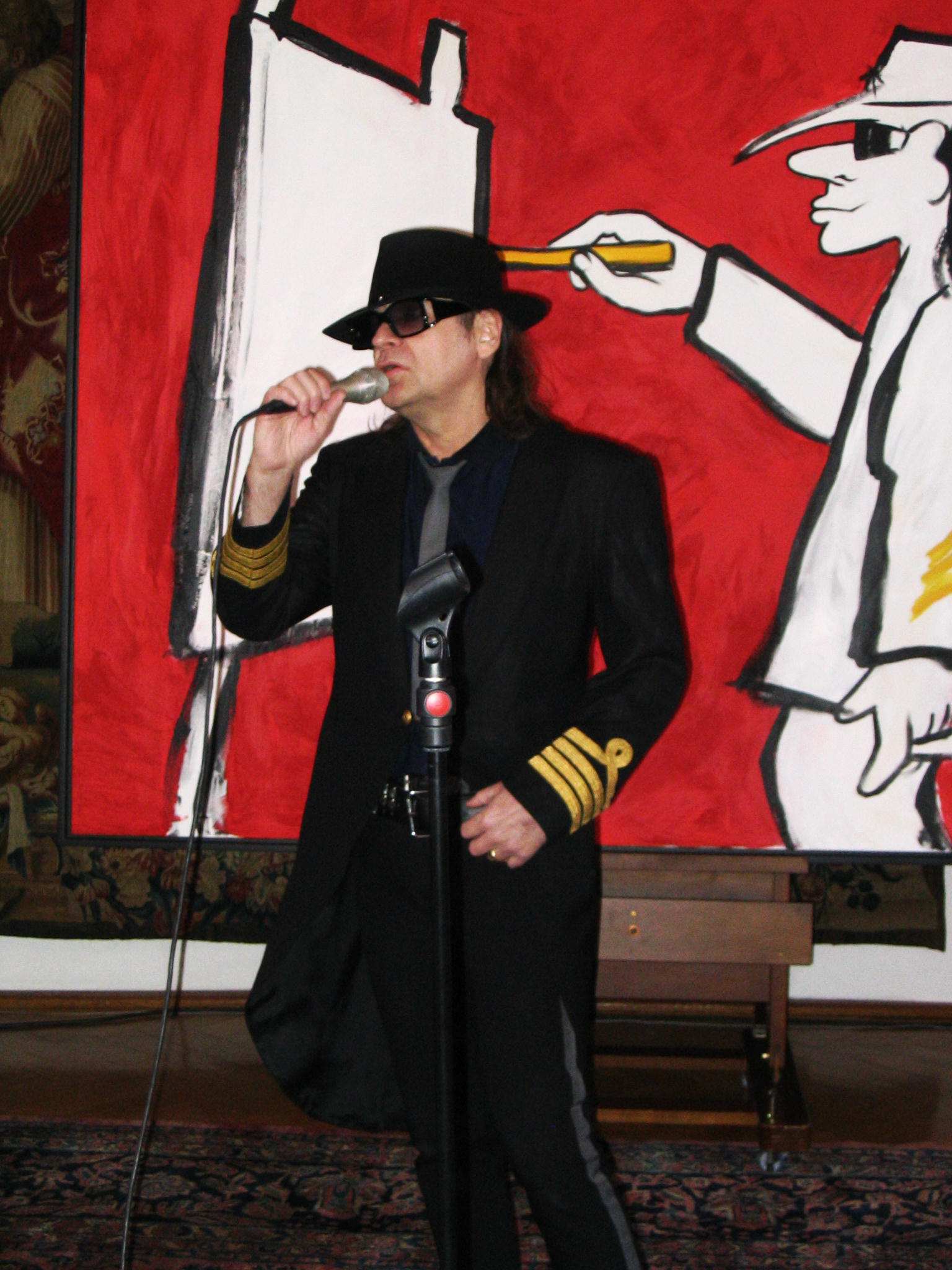
Udo Lindenberg el 13 de abril de 2005 en Bonn

Udo Lindenberg  (Gronau, 17 de mayo de 1946) es un cantante de rock alemán, figura del rock en Alemania y uno de los pioneros en cantar sus canciones en alemán en vez de en inglés, y animar a otros grupos a hacer lo mismo.
En sus discos y giras han participado artistas como Jutta Weinhold, Romy Haag, Ulla Meinecke, Otto Waalkes, Helen Schneider, Eric Burdon, Die Prinzen, Sezen Aksu, Nina Hagen, Ben Becker, Peter Maffay, Ellen ten Damme, Jan Delay.

## Biografía

### Inicios
En 1971 edita su primer LP Lindenberg en inglés y ya en 1972 publica su primer álbum Daumen im Wind donde se encuentra la canción Hoch im Norden, que tuvo un gran éxito. La banda Panikorchester, creada en 1973, le acompañó en sus canciones, y de los miembros que la componían solo queda Steffi Stephan. 
En 1980 se inició como actor en la película, Panische Zeiten. Ese mismo año grabó la canción Sonderzug nach Pankow donde le pide a Erich Honecker poder actuar en la Alemania Democrática. La canción, que compara a Erich Honecker con un jefe indio, fue prohibida en la Alemania Democrática y la gira quedó suspendida. Para poder cantar en territorio de la Alemania del este tuvo que esperar a la caída del muro. En 1987 le regaló a Erich Honecker en Wuppertal una guitarra en la que estaba escrito «Gitarren statt Knarren» (guitarras en vez de fusiles). La guitarra la tiene Lindenberg y piensa dejarla en uno de sus museos como recuerdo de aquellos años. En 1992 salieron los álbumes Panik Panther y  Kosmos, en 1995 en 1996 inauguró en el Erotic Art Museum de Hamburgo su exposición de pinturas con el nombre de Arschgesichter und andre Gezeichnete (Caras de culo y otros retratados). En primavera de 2001 creó la iniciativa "Rock contra violencia de la extrema derecha".  Hizo una gira con Peter Maffay, die Söhne Mannheims y otros grupos y cantantes por Alemania.

### Los años noventa
En enero de 1990 Panikorchester se fue de gira el primera vez en el oeste de Alemania. En 1991 se ha publicado el álbum "Ich will dich haben" y Lindenberg regaló el premio Goldene Schallplatte. En 1996 tuvo la primera exposición como pintor y en 1992 expuso su imágenes "Die zehn Gebote" en la iglesia St.-Jacobi en Hamburgo.

### Después de 2000
En 2002 Lindenberg interpreta canciones de exiliados alemanes de los años veinte, treinta y cuarenta. Del 1 de febrero de 2015 hasta el 12 de abril de 2015 la exposición "Porsche. Panik. Power" tuvo lugar en el Museo de Porsche, donde se expusieron objetos de la colección privada de Lindenberg. En la apertura Lindenberg dio un concierto.

## Canciones
Los textos de sus canciones son muy comprometidos. Sus canciones tienen un fondo sociopolítico. Refleja la vida familiar de los alemanes, como por ejemplo en la canción Familie Kabeljau; del alcohol: en Johnny Walker; las drogas: en Schneewittchen;  y otras dependencias. Refleja la vida de los emigrantes y sus problemas en Ali y en Er wollte nach Deutschland; la división alemana se ve reflejada en la canción Vopo y en Sonderzug nach Pankow;en la canción    Sie brauchen keinen Führer habla contra el nazismo; el ambiente juvenil se ve reflejado en  Jack y en Panik Panther; critica la guerra en la canción  Wozu sind Krieg da?;  la política de los países desarrollados en Bananerepublik y en König Scheissegalien; defiende el medio ambiente en Ole Pinguin. Habla de las relaciones de las parejas en todas sus facetas, del deporte en Bodo Ballermann y en Ricki Masorati; del Norte de Alemania en Hoch im Norden y en Alles klar auf der Andrea Doria. 
El estilo de las letras está adaptado al lenguaje de la calle identificándose con la juventud y animándola a implicarse más en la vida cotidiana, advirtiéndola de los peligros que pueden correr. Esta actitud hizo que en 2007 se le otorgara el premio Carl Zuckmayer por sus méritos y su compromiso con la lengua alemana. Al otorgarle otro premio, el Jacob Grimm Preis, el jurado dijo  «seine Lieder hätten gezeigt, dass Rockmusik in deutscher Sprache erfolgreich sein könne» (sus canciones habían mostrado que el rock en lengua alemana puede ser de éxito)
También canta canciones de Friedrich Holländer Ich weiss nicht zu y wem ich gehöre, Ich bin von Kopf bis Fuss , In den Ruinen von Berlin o adapta sus canciones como  Lili Marleen, o  Mackie Messer, de Brecht como Say no y de Erich Kästner Sachliche Romanze, entre otros.

## Discografía
- 1971: Lindenberg -  Udo Lindenberg
- 1972: Daumen im Wind - Udo Lindenberg
- 1973: Alles klar auf der Andrea Doria - Udo Lindenberg + Panikorchester
- 1974: Ball Pompös - Udo Lindenberg + Panikorchester
- 1975: Votan Wahnwitz - Udo Lindenberg + Panikorchester
- 1976: Galaxo Gang - Udo Lindenberg + Panikorchester
- 1976: I Make You Feel Good - Waldemar Wunderbar Syndikat
- 1976 Sister King Kong - Udo Lindenberg + Panikorchester
- 1977: Panische Nächte - Udo Lindenberg + Panikorchester
- 1978: Dröhnland Symphonie - Udo Lindenberg + Panikorchester
- 1978: Lindenbergs Rock Revue - Udo Lindenberg
- 1979: Der Detektiv - Rock Revue 2 - Udo Lindenberg
- 1980: Panische Zeiten - Udo Lindenberg
- 1981: Udopia - Udo Lindenberg + Panikorchester
- 1982: Keule - Udo Lindenberg + Panikorchester
- 1983: Odyssee - Udo Lindenberg + Panikorchester
- 1984: Götterhämmerung - Udo Lindenberg + Panikorchester
- 1985: Sündenknall - Udo Lindenberg
- 1985: Radio Eriwahn - Udo Lindenberg + Panikorchester
- 1986: Phönix - Udo Lindenberg
- 1987: Feuerland - Udo Lindenberg + Panikorchester
- 1988: CasaNova - Udo Lindenberg
- 1988: Hermine - Udo Lindenberg
- 1988: Gänsehaut - Udo Lindenberg
- 1989: Bunte Republik Deutschland - Udo Lindenberg
- 1991: Ich will dich haben - Udo Lindenberg
- 1991: Gustav - Udo Lindenberg
- 1991: Unter die Haut - Udo Lindenberg
- 1992: Panik Panther - Udo Lindenberg
- 1993: Benjamin - Udo Lindenberg
- 1995: Kosmos - Udo Lindenberg
- 1996: Und ewig rauscht die Linde - Udo Lindenberg
- 1997: Belcanto - Udo Lindenberg + das Deutsche Filmorchester Babelsberg
- 1998: Raritäten und Spezialitäten - Udo Lindenberg
- 1998: Zeitmaschine - Udo Lindenberg
- 2000: Der Exzessor - Udo Lindenberg
- 2002: Atlantic Affairs - Udo Lindenberg
- 2003: Panikpräsident - Udo Lindenberg
- 2004: Absolut Udo Lindenberg - Udo Lindenberg
- 2008: Stark wie Zwei - Udo Lindenberg

### Álbumes en directo
- 1979:Livehaftig - Udo Lindenberg
- 1982:Intensivstationen - Udo Lindenberg + Panikorchester
- 1983:Lindstärke 10 - Udo Lindenberg + Panikorchester
- 1990:Live in Leipzig - Udo Lindenberg
- 1997:Live 1996 - Udo Lindenberg + das legendäre Panikorchester
- 2001:Ich schwöre! Das volle Programm - Udo Lindenberg + Panikorchester
- 2008:Stark wie Zwei - Live - Udo Lindenberg

## Condecoraciones
- 1989: Bundesverdienstkreuz (La cruz de mérito) por sus esfuerzos en el entendimiento entre occidente y oriente
- 1993 y 1997: Goldene Stimmgabel
- 2004: Frankfurter Musikpreis (premio de música de Fráncfort)
- 2005: Kultur- und Friedenspreis der Villa Ichon in Bremen
- 2007: Carl-Zuckmayer-Medaille (medalla de Carl Zuckmayer)
- 2009: Goldene Kamera camera de oro
- 2010: Jacob-Grimm-Preis premio Jacob Grimm
- 2010: Bambi